# Fernando Peña López
Fernando Peña López es un jurista español especializado en derecho civil, catedrático de universidad y director de la cátedra Fundación INADE-UDC de gestión del riesgo y el seguro en Universidad de La Coruña. Está especializado en derecho de la responsabilidad civil y del seguro, y derecho del consumo, siendo autor de numerosas publicaciones en este ámbito. Ha colaborado como consultor externo con despachos de abogados y ejercido como árbitro de la Corte Arbitral de Galicia. Fue asimismo director de la oficina de relaciones internacionales de Universidad de La Coruña entre 2012 y 2015, periodo en el cual promovió la docencia en inglés y las relaciones con empresas como Inditex, y puso en marcha la International Summer School. Realizó sus estudios de licenciatura y obtuvo su doctorado por Universidad de La Coruña, con una tesis sobre la culpabilidad en la responsabilidad civil extracontractual, completando su formación en las universidades de Roma-La Sapienza, Montpellier, Coímbra y Fordham-Nueva York.

## Publicaciones
- Peña López, F. (2002). La culpabilidad en la responsabilidad civil extracontractual. Comares.
- Busto Lago, J. M., Álvarez Lata, N., & Peña López, F. (2005). Reclamaciones de consumo: derecho de consumo desde la perspectiva del consumidor. Thomson/Aranzadi; Ministerio de Sanidad y Consumo: Instituto Nacional del Consumo.
- Álvarez Lata, N., Busto Lago, J. M., & Peña López, F. (Dir.) (2015). Curso de derecho civil de Galicia. Atelier.
- Peña López, F., & Carrasco Perera, A. (2018). La Responsabilidad civil por daños a la libre competencia : un análisis de las normas de derecho sustantivo contenidas en el Título VI de la Ley de defensa de la competencia, mediante las que se transpone la Directiva 2014/104/UE. Tirant lo Blanch.
- Busto Lago, J. M., ÁLvarez Lata, N., Peña López, F., & Collado-Rodriguez, N. (2020). Reclamaciones de consumo : materiales para la construcción de un Tratado de Derecho de consumo (4ª ed). Thomson Reuters Aranzadi.